# Liutswind
Liutswind (ook Liutwind, Liutswinda; ca. 830 - voor 9 maart 891) was rond 850 de geliefde van de toekomstige koning Karloman en kreeg met hem een zoon, de toekomstige koning en keizer Arnulf.
Ze is slechts bij naam bekend omdat Arnulf op 9 maart 891 aan de kerk in Salzburg het hof van Erding schenkt, die zijn moeder Liutswind als leen had, en haar daarbij ook bij naam noemt. Het is onwaarschijnlijk dat zij dit hof nog voor de dood van Karlomans vader, Lodewijk de Duitser, in 876 heeft verworven. Haar weduwenzetel had ze in Moosburg an der Isar, waarbij ze zich voor haar levensonderhoud op haar bezittingen in de omgeving en van de abdij van Moosburg beriep.
De afkomst van Liutswind is niet duidelijk geattesteerd in de bronnen en daarom in het historische onderzoek onderwerp van discussie. In Arnulfs oorkonde wordt ze een nobilissima femina ("meest nobele vrouw") genoemd, "wat haar in het moderne onderzoek aan een hypothetische indeling in de familie van de Liutpoldingen geholpen heeft, in ieder geval echter op een van afkomst wijst, die voor een bruid van een Karolingische prins volkomen overeenkomstig in stand was." Het is belangrijk op te merken dat deze toewijzing tot de Liutpoldingen enerzijds op de eerste lettergreep Liut- van haar naam berust, anderzijds op de voorkeursbehandeling door Arnulf van de familie van de Liutpoldingen.